# Mutsuo Toi

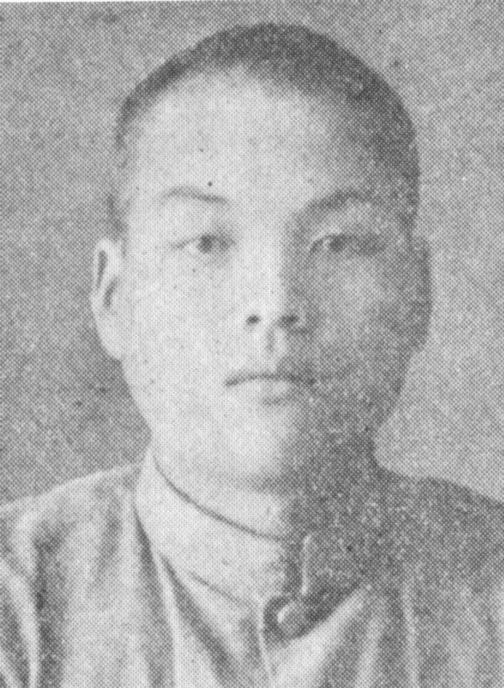
Mutsuo Toi

Mutsuo Toi (japanisch: 都井 睦雄; * 5. März 1917 in der Präfektur Okayama; † 21. Mai 1938 in Tsuyama) war ein japanischer Amokläufer, der für den so genannten Amoklauf von Tsuyama am 21. Mai 1938 mit 30 Toten verantwortlich war.

## Leben
Mutsuo Tois Eltern starben an Tuberkulose, als Mutsuo noch ein Baby war. Er wurde zusammen mit seiner älteren Schwester von seiner Großmutter in dem kleinen Dorf Kamocho Kurami – kurz Kamo genannt – aufgezogen. Er galt als aufgeweckter und dem Leben positiv zugewandter Jugendlicher, der in seiner Schule sogar Klassensprecher gewesen war. Als seine Schwester im Jahr 1937 heiratete und von zu Hause auszog, zog er sich immer mehr zurück.
Mutsuo Toi war ein sexuell sehr umtriebiger junger Mann, der zum einen Interesse an der Biografie der Geisha und Prostituierten Abe Sada zeigte, einer Frau, die ihrem Geliebten nach dessen Ermordung im März 1936 Penis und Hoden entfernte. Zum anderen praktizierte Mutsuo die in Japan bis Mitte des 20. Jahrhunderts gängige, mittelalterliche Praxis des Yobai. Dabei betraten junge unverheiratete Männer in der Nacht die Zimmer von unverheirateten jungen Frauen, krochen zu ihnen ins Bett und bekundeten auf diese Weise ihre Bedürfnisse. Nach einer gemeinsamen Nacht verließen die Männer ihre Liebespartnerinnen, deren Eltern oft von dem nächtlichen Besuch wussten. In ländlichen Gebieten Japans war dies oft für Junggesellen auch die Möglichkeit, eine Ehepartnerin zu finden.
Als Mutsuo Toi im Frühjahr 1937 die Diagnose erhielt, wie seine Eltern ebenfalls an Tuberkulose erkrankt zu sein, sprach sich dieser Umstand in Kamo rasch herum, der sich für den jungen Mann rasch zu einem Stigma entwickelte. Die jungen Mädchen wiesen darum sehr bald seine sexuellen Avancen zurück. Da er zudem unfähig war Militärdienst zu tun, aber auch die Arbeit als Bauer auf den Feldern nicht mehr physisch erbringen konnte, hatte er bald starke Minderwertigkeitskomplexe, weshalb er plante, bald darauf Rache zu nehmen.
Kamo war im Jahr 1938 ein kleines eigenständiges Dorf mit 111 Einwohnern und nur 23 Haushalten. Heute ist es ein Stadtteil der Großstadt Tsuyama. Am Abend des 20. Mai 1938 schnitt Mutsuo die Stromleitungen durch, die das Dorf mit Elektrizität versorgten. Kamo lag danach im Dunkeln. Gegen 1:30 Uhr, am Morgen des 21. Mai 1938, ermordete er seine 76 Jahre alte Großmutter, indem er sie mit einer Axt erschlug. Danach bewaffnete er sich mit einem Katana, dem japanischen Langschwert, der Axt, die er gegen seine Großmutter eingesetzt hatte, einem 12-kalibrigen Jagdgewehr mit 200 Schuss Munition und einigen kleinen Messern. Bis an die Zähne bewaffnet drang er danach, ähnlich, wie es bei Yobai der Fall ist, in beinahe jedes Haus in Kamo ein und ermordete 29 Menschen. 27 Menschen starben sofort, zwei Personen später an ihren schweren Verletzungen. Gemessen an der Einwohnerzahl wurden in jener Nacht rund 33 % der Einwohner des Dorfes ermordet.
Nachdem er sein Werk vollbracht hatte, ging Mutsuo auf einen nahen Berg und verübte gegen 10:00 Uhr am Vormittag Suizid, indem er sich mit der Flinte in die Brust schoss.

## Verfilmung
1983 entstand der japanische Film Ushimitsu no mura (Village of the Doom). Der japanische Schauspieler Masato Furuoya verkörpert darin Tsugio Inumaru, einen sensiblen Mann, der ein Massaker in seinem Dorf verübt, nachdem seine Tuberkulose-Krankheit seine Teilnahme als Soldat am Krieg verhindert hat. Die Handlung des Films rekonstruiert, leicht abgewandelt, den Amoklauf von Tsuyama.